# Берлоги
Берло́ги (укр. Берлоги) — село в Новицкой сельской общине Калушского района Ивано-Франковской области Украины.
Село расположено на правом берегу реки Ломница (приток Днестра).
Население по переписи 2001 года составляло 1238 человек. Занимает площадь 13,346 км². Почтовый индекс — 77630. Телефонный код — 03474.